# Colastes tricolor
Colastes tricolor är en stekelart som först beskrevs av Gyöö Viktor Szépligeti 1908.  Colastes tricolor ingår i släktet Colastes och familjen bracksteklar. Inga underarter finns listade i Catalogue of Life.